# Centropyge deborae
Centropyge deborae là một loài cá biển thuộc chi Centropyge trong họ Cá bướm gai. Loài cá này được mô tả lần đầu tiên vào năm 2012.

## Từ nguyên
Từ định danh của loài được đặt theo tên của Deborah Smith, vợ của Walt Smith, người đã thu thập mẫu vật và cung cấp những bức hình và tài liệu về loài cá này.

## Phạm vi phân bố và môi trường sống
C. deborae hiện chỉ được biết đến tại Fiji ở Trung Thái Bình Dương, được thu thập ở độ sâu trong khoảng từ 5 đến 25 m.

## Mô tả
C. deborae có chiều dài cơ thể tối đa được biết đến là gần 7 cm. Cùng với Centropyge nox, C. deborae là loài không có bất kỳ vệt đốm nào trên cơ thể, và chúng có màu rất sẫm tối. Không như C. nox chỉ có một màu đen bao trùm cơ thể, C. deborae có màu xanh lam đen. Vây ngực của C. deborae có màng trong suốt, chỉ có các tia vây là màu đen, còn vây ngực của C. nox hoàn toàn là màu đen.
Vì có màu sắc khá giống nhau, C. deborae từng được cho là con lai giữa C. nox với một loài Centropyge khác, là Centropyge bispinosa hoặc Centropyge tibicen, cả hai loài đều có màu lam thẫm và xuất hiện ở Fiji. Kết quả phân tích di truyền cho thấy, sự khác biệt về kiểu gen giữa C. deborae và 3 loài kể trên đã bác bỏ giả thiết C. deborae là con lai.
Số gai ở vây lưng: 13–14; Số tia vây ở vây lưng: 16–17; Số gai ở vây hậu môn: 3; Số tia vây ở vây hậu môn: 17–18; Số tia vây ở vây ngực: 15–16.

### Trích dẫn
- Kang-Ning Shen; Hsuan-Ching Ho; Chih-Wei Chang (2012). "The Blue Velvet Angelfish Centropyge deborae sp. nov., a New Pomacanthid from the Fiji Islands, Based on Genetic and Morphological Analyses" (PDF). Zoological Studies. Quyển 51 số 3. tr. 415–423. Bản gốc (PDF) lưu trữ ngày 3 tháng 8 năm 2019. Truy cập ngày 12 tháng 10 năm 2018.{{Chú thích tạp chí}}:  Quản lý CS1: nhiều tên: danh sách tác giả (liên kết)